# Johan Axel Stedt
Johan Axel Stedt, född 20 juli 1756 på Viresjö i Malmbäcks socken, död 7 april 1805 i Jönköping, var en svensk militär, bruksägare, ämbetsman och politiker. 

## Bana
Stedt blev volontär vid Smålands kavalleriregemente 1764 och korpral där samma år. Han blev fältväbel vid Bohusläns dragonregemente 1769 och sekundadjutant där samma år. Han blev premiäradjutant 1771, löjtnant 1773, stabskapten 1775 och sekundmajor vid Jönköpings regemente 1782 samt premiärmajor där 1784. Han erhöll avsked från krigstjänsten 1788. Som militär medverkade han i kampanjerna som genomfördes i Sachsen och Böhmen 1778–1779 samt finska kriget 1788. På grund av sitt missnöje med Gustav III:s ryska krig inlämnade han 1788 sin avskedsansökan, vilken under kungens stora missnöje beviljades.
Stedt kom därefter att spela en framskjuten roll inom riddarhusoppositionen vid de följande riksdagarna. Han var ledare av det hemliga utskottet 1792 och 1800. Han utsågs till vice landshövding i Jönköpings län 1801 och landshövding där samma år. Han blev riddare av Svärdsorden 1802. Som politiker deltog han bland annat i Riksdagen 1792 och 1800. ”Stadshusbyggnaden” vid Hovrättstorget, bakom Rådhuset, uppfördes 1788 av Johan Axel Stedt
Han var ägare till Hooks herrgård, Lindefors, Stensjö och Tolarp.
1779 blev han medlem i Par Bricole.
Till Svenarums kyrka skänkte han och hans fru en 13-stämmig orgel som tillverkades av den svenska orgelbyggaren Pehr Schiörlin i Linköping. Han är begraven i Stedtska gravkoret på Svenarums kyrkogård.

## Utmärkelser
Stedt blev riddare av Nordstjärneorden 9 december 1802.[källa behövs]

## Familj
Johan Axel Stedt var son till kammarherren Claes Henrik Stedt och Carolina Simzon (1720–1796) samt gift med sin moders syssling Ulrika Christina Ehrenpreus (1763–1840), som var dotter till överdirektören för Husqvarna faktori Fredrik Joakimsson Ehrenpreus (1714–1794). Paret fick två söner varav Claes Fredrik (1785–1848) blev kammarherre.